# تشارلز ر. سكوت
تشارلز ر. سكوت (بالإنجليزية: Charles R. Scott)‏ هو محامي وقاضي أمريكي، ولد في 1905 في أدل في الولايات المتحدة، وتوفي في 12 مايو 1983.